# Giro del Lussemburgo 2018
Il Giro del Lussemburgo 2018, ottantaduesima edizione della corsa, valevole come evento dell'UCI Europe Tour 2018 categoria 2.HC, si svolse in 4 tappe precedute da un cronoprologo dal 30 maggio al 3 giugno 2018 su un percorso di 617,9 km, con partenza e arrivo a Lussemburgo. La vittoria fu appannaggio dell'italiano Andrea Pasqualon, che completò il percorso in 14h31'33" alla media di 44,46 km/h precedendo lo sloveno Jan Tratnik e il lussemburghese Pit Leyder.
Al traguardo di Lussemburgo 84 ciclisti, dei 103 alla partenza, portarono a termine la competizione.

## Tappe
| Tappa  | Data      | Percorso                                      | km    | Vincitore di tappa | Leader cl. generale |
| ------ | --------- | --------------------------------------------- | ----- | ------------------ | ------------------- |
| Prol.  | 30 maggio | Lussemburgo > Lussemburgo (cron. individuale) | 2,3   | Damien Gaudin      | Damien Gaudin       |
| 1ª     | 31 maggio | Lussemburgo > Hesperange                      | 186,7 | Christophe Laporte | Damien Gaudin       |
| 2ª     | 1º giugno | Junglinster > Schifflange                     | 89,1  | Andrea Pasqualon   | Alexander Krieger   |
| 3ª     | 2 giugno  | Eschweiler > Differdange                      | 163,8 | Andrea Pasqualon   | Andrea Pasqualon    |
| 4ª     | 3 giugno  | Mersch > Lussemburgo                          | 176   | Anthony Perez      | Andrea Pasqualon    |
| Totale | Totale    | Totale                                        | 617,9 |                    |                     |

## Squadre e corridori partecipanti
| N.    | Cod. | Squadra                       |
| ----- | ---- | ----------------------------- |
| 1-7   | RNL  | Roompot-Nederlandse Loterij   |
| 11-17 | CCC  | CCC Sprandi Polkowice         |
| 21-27 | COF  | Cofidis, Solutions Crédits    |
| 31-37 | DMP  | Delko Marseille Provence KTM  |
| 41-47 | TDE  | Direct Énergie                |
| 51-57 | EUS  | Euskadi Basque Country-Murias |
| 61-67 | SVB  | Sport Vlaanderen-Baloise      |
| 71-76 | VWC  | Veranda's Willems-Crelan      |

| N.      | Cod. | Squadra                      |
| ------- | ---- | ---------------------------- |
| 82-87   | WGG  | Wanty-Groupe Gobert          |
| 91-97   | WVA  | WB Aqua Protect Veranclassic |
| 101-107 | BAI  | Bike Aid                     |
| 111-117 | LPC  | Leopard Pro Cycling          |
| 121-127 | CCD  | Team Differdange Losch       |
| 131-137 | LKH  | Team Lotto-Kern Haus         |
| 141-147 | VOL  | Team Vorarlberg Santic       |

## Dettaglio delle tappe

### Prologo
- 30 maggio: Lussemburgo > Lussemburgo – Cronometro individuale – 2,3 km

Risultati
| Pos. | Corridore         | Squadra | Tempo |
| ---- | ----------------- | ------- | ----- |
| 1    | Damien Gaudin     | Direct  | 3'16" |
| 2    | Alexander Krieger | Leopard | a 1"  |
| 3    | Jan Tratnik       | CCC     | a 3"  |

| Pos. | Corridore         | Squadra | Tempo |
| ---- | ----------------- | ------- | ----- |
| 1    | Damien Gaudin     | Direct  | 3'16" |
| 2    | Alexander Krieger | Leopard | a 1"  |
| 3    | Jan Tratnik       | CCC     | a 3"  |

### 1ª tappa
- 31 maggio: Lussemburgo > Hesperange – 186,7 km

Risultati
| Pos. | Corridore          | Squadra   | Tempo    |
| ---- | ------------------ | --------- | -------- |
| 1    | Christophe Laporte | Cofidis   | 4h39'58" |
| 2    | Alex Kirsch        | WB Veran. | s.t.     |
| 3    | Andrea Pasqualon   | Wanty     | s.t.     |

| Pos. | Corridore         | Squadra   | Tempo    |
| ---- | ----------------- | --------- | -------- |
| 1    | Damien Gaudin     | Direct    | 4h43'14" |
| 2    | Alexander Krieger | Leopard   | a 1"     |
| 3    | Alex Kirsch       | WB Veran. | a 2"     |

### 2ª tappa
- 1º giugno: Junglinster > Schifflange – 89,1 km[2]

Risultati
| Pos. | Corridore         | Squadra   | Tempo    |
| ---- | ----------------- | --------- | -------- |
| 1    | Andrea Pasqualon  | Wanty     | 1h57'29" |
| 2    | Alexander Krieger | Leopard   | s.t.     |
| 3    | Alex Kirsch       | WB Veran. | s.t.     |

| Pos. | Corridore         | Squadra   | Tempo    |
| ---- | ----------------- | --------- | -------- |
| 1    | Alexander Krieger | Leopard   | 6h40'38" |
| 2    | Alex Kirsch       | WB Veran. | a 3"     |
| 3    | Andrea Pasqualon  | Wanty     | a 5"     |

### 3ª tappa
- 2 giugno: Eschweiler > Differdange – 163,8 km

Risultati
| Pos. | Corridore          | Squadra | Tempo    |
| ---- | ------------------ | ------- | -------- |
| 1    | Andrea Pasqualon   | Wanty   | 3h53'36" |
| 2    | Angélo Tulik       | Direct  | s.t.     |
| 3    | Nick van der Lijke | Roompot | s.t.     |

| Pos. | Corridore         | Squadra | Tempo     |
| ---- | ----------------- | ------- | --------- |
| 1    | Andrea Pasqualon  | Wanty   | 10h34'06" |
| 2    | Jan Tratnik       | CCC     | a 7"      |
| 3    | Alexander Krieger | Leopard | a 23"     |

### 4ª tappa
- 3 giugno: Mersch > Lussemburgo – 176 km

Risultati
| Pos. | Corridore        | Squadra | Tempo    |
| ---- | ---------------- | ------- | -------- |
| 1    | Anthony Perez    | Cofidis | 3h57'31" |
| 2    | Eduard Prades    | Euskadi | s.t.     |
| 3    | Andrea Pasqualon | Wanty   | s.t.     |

| Pos. | Corridore        | Squadra | Tempo     |
| ---- | ---------------- | ------- | --------- |
| 1    | Andrea Pasqualon | Wanty   | 14h31'33" |
| 2    | Jan Tratnik      | CCC     | a 15"     |
| 3    | Pit Leyder       | Leopard | a 29"     |

## Evoluzione delle classifiche
| Tappa              | Vincitore          | Classifica generale Maglia gialla | Classifica a punti Maglia blu | Classifica scalatori Maglia viola | Classifica giovani Maglia bianca | Classifica a squadre     |
| ------------------ | ------------------ | --------------------------------- | ----------------------------- | --------------------------------- | -------------------------------- | ------------------------ |
| Prol.              | Damien Gaudin      | Damien Gaudin                     | Damien Gaudin                 | non assegnata                     | Aimé De Gendt                    | Direct Énergie           |
| 1ª                 | Christophe Laporte | Damien Gaudin                     | Alexander Krieger             | Patryk Stosz                      | Alex Kirsch                      | Direct Énergie           |
| 2ª                 | Andrea Pasqualon   | Alexander Krieger                 | Alexander Krieger             | Patryk Stosz                      | Alex Kirsch                      | Sport Vlaanderen-Baloise |
| 3ª                 | Andrea Pasqualon   | Andrea Pasqualon                  | Andrea Pasqualon              | Patryk Stosz                      | Pit Leyder                       | Sport Vlaanderen-Baloise |
| 4ª                 | Anthony Perez      | Andrea Pasqualon                  | Andrea Pasqualon              | Mauro Finetto                     | Pit Leyder                       | Sport Vlaanderen-Baloise |
| Classifiche finali | Classifiche finali | Andrea Pasqualon                  | Andrea Pasqualon              | Mauro Finetto                     | Pit Leyder                       | Sport Vlaanderen-Baloise |

## Classifiche finali

### Classifica generale - Maglia gialla
| Pos. | Corridore         | Squadra    | Tempo     |
| ---- | ----------------- | ---------- | --------- |
| 1    | Andrea Pasqualon  | Wanty      | 14h31'33" |
| 2    | Jan Tratnik       | CCC        | a 15"     |
| 3    | Pit Leyder        | Leopard    | a 29"     |
| 4    | Eduard Prades     | Euskadi    | a 30"     |
| 5    | Alexander Krieger | Leopard    | a 31"     |
| 6    | Angélo Tulik      | Direct     | a 32"     |
| 7    | Huub Duyn         | Veranda's  | s.t.      |
| 8    | Thomas Sprengers  | Sport Vl.  | a 33"     |
| 9    | Anthony Perez     | Cofidis    | a 36"     |
| 10   | Mauro Finetto     | Delko Mar. | a 40"     |

### Classifica a punti - Maglia blu
| Pos. | Corridore         | Squadra   | Punti |
| ---- | ----------------- | --------- | ----- |
| 1    | Andrea Pasqualon  | Wanty     | 66    |
| 2    | Alexander Krieger | Leopard   | 43    |
| 3    | Alex Kirsch       | WB Veran. | 32    |
| 4    | Jan Tratnik       | CCC       | 25    |
| 5    | Angélo Tulik      | Direct    | 25    |

### Classifica scalatori - Maglia viola
| Pos. | Corridore        | Squadra    | Punti |
| ---- | ---------------- | ---------- | ----- |
| 1    | Mauro Finetto    | Delko Mar. | 19    |
| 2    | Patryk Stosz     | CCC        | 19    |
| 3    | Amaro Antunes    | CCC        | 12    |
| 4    | Lukas Meiler     | Vorarlberg | 12    |
| 5    | Matteo Badilatti | Vorarlberg | 11    |

### Classifica giovani - Maglia bianca
| Pos. | Corridore         | Squadra   | Tempo     |
| ---- | ----------------- | --------- | --------- |
| 1    | Pit Leyder        | Leopard   | 14h32'02" |
| 2    | Aimé De Gendt     | Sport Vl. | a 22"     |
| 3    | Benjamin Declercq | Sport Vl. | a 34"     |
| 4    | Alex Kirsch       | WB Veran. | a 38"     |
| 5    | Floris Gerts      | Roompot   | a 46"     |

### Classifica a squadre
| Pos. | Squadra                      | Tempo     |
| ---- | ---------------------------- | --------- |
| 1    | Sport Vlaanderen-Baloise     | 43h36'56" |
| 2    | Leopard Pro Cycling          | a 24"     |
| 3    | CCC Sprandi Polkowice        | a 1'13"   |
| 4    | Roompot-Nederlandse Loterij  | a 1'20"   |
| 5    | Delko Marseille Provence KTM | a 1'39"   |